# Танкетка (поетична форма)
Танкетка — коротка поетична форма, що містить всього шість складів, запропонована російським поетом Алексієм Верницьким у 2003 році. За своєю лаконічністю тенкетка схожа на моновірш або частівку, проте на відміну від частівок танкетки задумувалися більше як вірші серйозного, медитативного жанру, що споріднює танкетки з японськими хайку. З моменту створення, танкетки привернули до себе увагу російськомовної літературної спільноти: наразі чимало інших поетів використовують форму танкеток, періодичні видання висвітлювали цю тему.

## Форма
Танкетка належить до твердих форм. Вона складається з двох рядків та містить не більше п’яти слів. Склади у рядках розташовуються за схемою 2 + 4 або 3 + 3. У танкетках не використовуються знаки пунктуації. 
Верницький написав кілька статей, де він пояснює та обгрунтовує ці правила. Головною спонукальною причиною для створення танкеток було те, що Верницький не був повною мірою задоволений тим, як у російській поезії існують японські короткі тверді форми - танка і хайку. Важлива особливість та перевага танкеток над хайку полягає у тому, що російськомовний читач може несвідомо, не зупиняючись підрахувати кількість складів у танкетках.

## Приклади танкеток
японка

бабочка

      (Алексей Верницкий)
Три сосны

Лабиринт

      (Роман С)
море

ветер с солью

      (Владимир Лашин)
Деякі танкетки записані так, щоб геометрична форма тексту доповнювала та перекликалася зі змістом вірша:
    слова

кисловаты

      (Алексей Верницкий)
на   ки   те

 трислона

      (Георгий Жердев)
у страха

глаза О

      (Роман С)